# 茨城県立水戸第二高等女学校
| 茨城県立水戸第二高等女学校 | 茨城県立水戸第二高等女学校                                                                                 |
| -------------------------- | --- |
| 設置                       | 1933年3月17日                                                                                              |
| 開校                       | 1933年4月                                                                                                  |
| 所在地                     | 開校当初:茨城県水戸市寺町（現在の金町3丁目）                                                               |
| 校地面積                   | 6956坪（22995㎡）（寺町設置の頃）                                                                          |
| 屋外体操場面積             | 5500坪（18181.8㎡）（寺町設置の頃）                                                                        |
| 修業年数                   | 開校当初:4年。                                                                                             |
| 定員                       | 1学級:50名/全校:200名                                                                                      |
| 後身校                     | 茨城県立水戸第二高等学校 （間だに茨城県立水戸第三高等学校※を挟む ※現在水戸市三の丸にある同名校とは別物）） |
| 創立記念日                 | 5月1日 |
| 同窓会                     | 二水会 |

茨城県立水戸第二高等女学校（いばらきけんりつみとだいにこうとうじょがっこう）は1933年（昭和8年）に茨城県水戸市に設置された茨城県立の高等女学校である。校名変更を経て、1948年（昭和23年）に現在水戸市大町にある茨城県立水戸第二高等学校に統合された。

## 歴史
茨城県立水戸第二高等女学校（以下、"第二高女"と略す）は1933年3月17日に設置され、同年4月に開校した。茨城県女子師範学校の併設校扱いの学校であり、女子師範の敷地内である水戸市寺町（現在の金町3丁目で、現在の水戸市立五軒小学校所在地）に置かれた。修業年数は4年、1学級50名の学校であった。
1938年（昭和13年）3月現在の「茨城県女子中等学校種別、学級数、生徒数」の統計では、学級数は4、生徒数201人となっている。
1943年（昭和18年）茨城県女子師範学校が官立の茨城師範学校になった後も第二高女は師範学校女子部の併設校扱いのままであった。
1945年（昭和20年）8月2日未明の水戸空襲で校舎を焼失し、戦後、那珂郡勝田町（現ひたちなか市）の元日立兵器株式会社附属青年学校跡の建物に師範学校女子部と共に移転した。
1946年（昭和21年）には中等学校令の改正（1946年2月13日勅令第102号）等により修業年数が5年となった。
師範学校の再建計画により女子部の移転話が進むのを契機に、第二高女関係者に師範学校からの独立の機運が高まる。そして1947年（昭和22年）9月11日に師範学校女子部は土浦市の旧海軍航空要員研究所跡地（現茨城県立土浦第三高等学校所在地）に移転したが、第二高女はその翌日に旧陸軍東部第37部隊跡地（現在の茨城大学所在地）の仮校舎に移転し師範学校からの独立を果たした。
しかしながら、この時期、日本の教育界は学制改革により慌ただしく制度を変えている最中であり、第二高女はその動きに翻弄されてゆく。
まず、昭和23年度からの新制高等学校制度発足に向けて1948年（昭和23年）1月1日に校名を「茨城県立水戸第三高等学校」に改称した。なおこの学校は現在、水戸市三の丸にある同名の茨城県立水戸第三高等学校とは別の学校である（第二高女系譜の学校はこの記事では"水戸三高（1948）"と記す）。この年3月の第二高女最後の卒業式での卒業証書の校名は既に改称後の校名となっていた。
そして、新制高校としての水戸三高（1948）が同年4月1日に開設された。場所は東茨城郡渡里村（後、水戸市に編入）で、生徒定員は150名であった。
だが同時期に、水戸市内に有った他の高等女学校の内、水戸市立高等女学校が3月31日に県への移管承認がなされ、翌日に茨城県立水戸女子高等学校（この学校が1949年に現在の水戸三高となる）と改称、茨城県立水戸高等女学校が4月1日に茨城県立水戸第二高等学校と改称し、それぞれ新制高校になったことで、水戸市内とその近辺に3つの県立の女子校が存在する事態に至った。そこで茨城県は女子校の再配置を計り、結果、水戸三高（1948）は水戸二高に統合される事となった（3校の系譜は下図を参照）。昭和23年5月10日茨城県告示第173号で、開設したばかりの水戸三高（1948）を同年5月10日限りで廃止することが告示され、第二高女直系の学校は消滅した。告示後すぐに水戸二高への移転作業が行われ、5月31日に水戸三高（1948）生の水戸二高への初登校が行われた。
日本の戦時色が強くなる時期に誕生し、戦後改革の激流に飲み込まれ幕を閉じた第二高女は、その約15年の歴史で692名の卒業生を出した。
かって寺町にあった校舎跡は現在は水戸市立五軒小学校（水戸市金町3丁目）の所在地となっている。1972年（昭和47年）5月、その校地の一角に、かってこの場所に第二高女及び茨城県女子師範学校があったことを示す碑が建てられた。

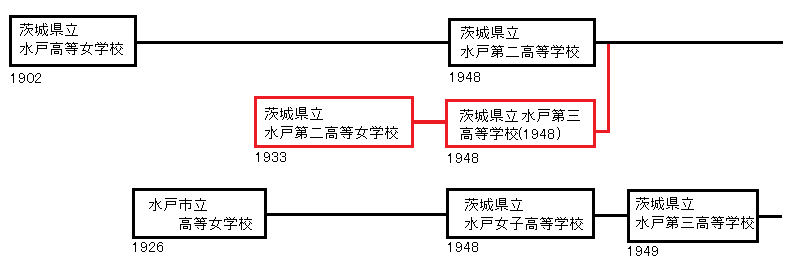
茨城県立水戸第二高等女学校、茨城県立水戸第二高等学校、茨城県立水戸第三高等学校系譜略図

## 特色
第二高女は併設校との立場から女子師範学校と密接な関係性を有していた。敷地を女子師範と同じくするばかりか、女子師範の教員が第二高女の教員を兼任するという状態であった。また、生徒も第二高女を卒業後女子師範学校の第二部に入学し、教員となるものも多くいた。
陸上部が強く、県内の女子競技大会では数回優勝しており、中には非公認ながら走幅跳で当時の全国4位の記録を出した選手もいた。

## 学校関係者
教員（教員は女子師範と兼任であった）
- 野田貞雄

校長として1938年（昭和13年）に赴任。その後沖縄師範学校に転任し、沖縄戦に巻き込まれる。
- 高井悌三郎

京都帝国大学卒業後、1934年（昭和9年）に教員として赴任し、1943年（昭和22年）まで茨城県にいた。考古学者としても高名で、茨城県在住中に新治郡衙跡の発掘調査を行い、国内で初めて地方郡衙の概要を明らかにした。
- 安東豊作

図画教員。1933年（昭和8年）の開校当時から1937年（昭和12年）までいた。
- 峰岸耐七郎

図画教員。1936年（昭和11年）から1946年（昭和21年）頃までいた。
- 内藤莞爾

1940年東京帝国大学文学部社会学科卒業後、教諭として赴任。社会学者で、九州大学名誉教授。